# Magyarország és Örményország kapcsolatai

A két ország földrajzi helyzete (narancs: Magyarország, zöld: Örményország)

A magyar–örmény kapcsolatok több évszázados múltra tekintenek vissza. A 18. századtól kereskedők betelepülésével különösen felélénkültek. Az örmény népirtás következtében máig észrevehető kisebbség él Magyarországon. A Magyarországon gyilkosságért elítélt azerbajdzsáni Ramil Səfərov hazájának való kiadatása miatt a kapcsolatok mélyponton vannak, a diplomáciai kapcsolatokat Örményország 2012-ben megszakította. 2022. december 1-jén a két ország megállapodott a diplomáciai kapcsolatok helyreállításában.

## Az első világháború előtt

### A magyar honfoglalás előtt
Az 5. századtól a Kaukázus vidékére betörő nomád törzsek gyakran zaklatták az örményeket. nem zárható ki, hogy közöttük esetleg voltak magyarok is.
Van olyan elmélet, amely szerint a nyugat felé vándorló magyarok az 1. évezred második felében a Kaukázus északi előterében, az úgynevezett Kaukázusi Magyarországon hosszabb időre letelepedtek. Eszerint száraz kazah sztyeppén gyakorolt lovas nomadizmusuk után itt a csapadékosabb környezetben egy letelepedettebb félnomadizmusra tértek át, földműveléssel, marha- és disznótartással. Ez a magyar nyelv jövevényszavai alapján csuvasos jellegű, ogur török – ogurok, bolgár-törökök, kazárok – környezetben tették. A fémművességgel is itt ismerkedhettek meg mélyebben, amiről a magyar nyelv kaukázusi jövevényszavai – réz, vas – tanúskodnak. 
A magyarok innen tovább vándoroltak Etelközbe, de Bíborbanszületett Konstantin említi, hogy a magyarok egy része – talán a 9. század elején –, mint szavartoi aszfaloi a Kaukástól délre telepedtek le. A kifejezés egyik lehetséges megfejtése az örményből eredeztethető a görögön keresztül, mint „fekete/idegen lovasok” (szevordi aszpetjalk). Jánosnak (Hovhannesz Draszkhanakertaci), Örményország katholikoszának krónikája említi az északkeleti Uti tartományban a Kura folyó völgyében letelepedett szevordikat. Az azonosítás nem kizárható, de egyelőre nem megalapozott.

### A honfoglalástól a török hódoltságig
Felmerült, hogy a magyar Szent Korona görög része eredetileg Örményországban vagy Grúziában készült a 9. században, s ezt alakíttatta át a 11. században Dukasz Mihály bizánci császár I. Géza magyar király számára.
II. András magyar király 1217–18-as szentföldi hadjárata után hazafelé átvonult a kilikiai Kis-Örményországon, és az állam székhelyén, Sziszben találkozott I. Leó királlyal, akinek kisebbik lányát, Izabellát eljegyezte harmadszülött fia, András számára. I. Leó kamarillása, Jocelyn díszes kísérettel Magyarországra jött. Esztergom környékén az örmény közösség birtokot is kapott, amelyet a latin források villa Armenorumként említettek. Valószínűleg egy orvoscsoport is érkezhetett, és ekkor honosodtak meg a magyarban a keresztes hadjáratok betegségeinek örmény neve, mint a piszok, kosz, csécs, gaz és keh. Ez az örmény közösség valószínűleg elpusztult a tatárjárásban. Az örmény–magyar házasság végül I. Leónak az eljegyzést követő évben (1219) bekövetkezett halála miatt nem valósult meg, mert bár Izabella trónra léphetett apja halála után, a nagy távolság, valamint a megváltozott belpolitikai helyzet – Örményországban trónkövetelők, Izabella nővére, valamint fiú unokatestvére, is jelentkeztek, a magyar házasságot pártoló régenst megbuktatták, továbbá újabb kérők jelentkeztek a kiskorú királynő kezéért, Magyarországon pedig II. András erős belső nemesi ellenállással nézett szembe, amely az Aranybulla elfogadásában csúcsosodott ki – miatt mindkét fél végül elállt a házasságtól. Ezzel meghiúsult az a terv, hogy az Árpád-ház kiterjessze uralmát Örményországra.
A 14. században jelentős örmény kereskedő közösség telepedett meg Kelet-Európában, főleg Lengyelországban és Moldvában. Legfontosabb központjuk a lengyel Lwów (Lviv, Lemberg, Ilyvó) volt. Károly Róbertnek a visegrádi királytalálkozó kapcsán követett kereskedelempolitikája következtében jelentős magyar telep is működött itt, s esetleg a magyar örmény szó ekkor keletkezett a lengyel ormian népnévből, akiket a lengyel latinság ormenus, ormeni néven is emlegetett. I. Lajos magyar király és Hedvig lengyel királynő is kiszélesítették az örmények jogait, akik az erdélyi Brassóba is betelepültek. 1381-ben az erdélyi szászok tiltakoztak is a királynál az „erőszakos” örmény kereskedők miatt, s korlátozásukat követelték.

### A török hódoltság idején
A török hódoltság idején jelentős örmény kereskedőkolónia létezett Budán. Szulejmán erősen támogatta, utódai inkább korlátozni igyekeztek az örményeket. Buda visszafoglalása idején egy örmény kereskedő hírszerző tevékenységgel segítette a keresztény hadakat. Erdélybe jelentős számban I. Apafi Mihály hívta be az örményeket 1672-ben Moldvából. Az akkor éppen kezdődő örmény pogromok miatt mintegy 15 ezren menekültek Magyarországra a moldvai Suceava örmény püspökének, Minásznak a vezetésével. 1690-ben a Diploma Leopoldinumban I. Lipót kiterjesztette kiváltságaikat. Négy településen telepedtek le, Csíkszépvízen, Gyergyószentmiklóson, Ebesfalván és Besztercén.

### Az első világháborúig
A 18. század elején a szászok zaklatásai miatt Besztercéről áttelepedtek Szamosújvárra, amely az örmény katolikus püspökség székhelye is lett. A püspöki széket 1730-tól nem töltötték be, s ezután az örmények katolizáltak és nyelvileg asszimilálódtak. A 19. század közepére már alig volt erdélyi örmény, aki jól beszélte anyanyelvét.
A 18. században az erdélyi örmények Magyarországon is megjelentek, rövid ideig meghatározó szerepet játszottak a tokaji borkereskedelemben. 1760-ban Zemplén vármegye követei bepanaszolták őket az udvarnál, hogy alacsony áraikkal tönkreteszik Hegyalja borkereskedelmét.
Az örmény könyvnyomtatás kezdetei az Amszterdamban tanult erdélyi születésű Misztótfalusi Kis Miklóshoz kötődnek, aki az első örmény betűkészletet kivéste.
Az 1848-as szabadságharcban három örmény származású tábornok, Czecz János, valamint két aradi vértanú, Kiss Ernő és Lázár Vilmos, valamint számos tiszt és katona vett részt.

## Az örmény népirtás után
Az első világháború után az erdélyi örmények többsége Magyarországra, főleg Budapestre települt. Az 1944-es nyilas és az 1948-49-es kommunista fordulat után többségük elhagyta Magyarországot.
Az 1915-ös örmény népirtás után több százezer menekült jött Európába. Egy részük Magyarországon telepedett le és létrehozta a Maszisz (Ararát) egyesületet, valamint az első örmény nyelvű folyóiratot Nor Tor („Új Század”) néven Rsduni H. Szerkisz irányításával.
1968-ban rendezték meg az első Örmény Kulturális Napokat, Örményországban pedig a Magyar Napokat. Az ELTE-n megalakult az Örmény Tanszék Schütz Ödön vezetésével. 1986-ban megalakult az Arménia magyar–örmény baráti kör.

## Az örmény függetlenség után
1992-ben megalakult az Arménia Népe Kulturális Egyesület az örmény hagyományok és az örmény–magyar társadalmi, kulturális és tudományos kapcsolatok ápolására.

### A Safarov-gyilkosság után
Ramil Szafarov azeri tiszt egy budapesti nyelvtanfolyamon vett részt a NATO szervezésében, amelynek örmény hallgatói is voltak. A Hegyi-Karabah körüli örmény–azeri konfliktusra hivatkozva 2004. február 19-én baltával megölte Gurgen Margarjant, az örmény hadsereg hadnagyát. A Fővárosi Bíróság ezért őt 30 év után felülvizsgálható életfogytiglani börtönre ítélte. Büntetését 2012-ig Magyarországon töltötte, amikor augusztusban Magyarország átadta őt további büntetésének letöltésére Azerbajdzsánnak. Ott őt elnöki kegyelemmel azonnal szabadon engedték és őrnaggyá léptették elő. Örményország válaszul felfüggesztette diplomáciai kapcsolatait Magyarországgal.
2013. április 20-án Szegeden a székesegyház melletti Keresztény szolidaritás parkjában felavatták az örmény népirtás emlékművét. Egy örmény társadalmi küldöttség tagjaként jelen volt Levon Szargszján örmény jószolgálati nagykövet, Szerzs Szargszján örmény elnök testvére, aki jelentős eseménynek nevezte a kereszteskő felavatását és kijelentette, hogy Az elmúlt időszakban voltak nehéz pillanatok, de ezeket elviszi a szél, akár a hamut. Az avatáson jelen lenni nem tudó Martonyi János külügyminiszter a sok évszázados örmény–magyar barátságra hivatkozva levelet küldött, amelyben kijelentette, hogy Magyarország támogatja Örményország európai integrációját. Az előző szerdán Edvard Nalbandján ügyvezető külügyminiszter úgy nyilatkozott, hogy Örményország kész a kapcsolatok rendezésére, amennyiben Magyarország megfelelő lépéseket tesz.
2013 augusztusában a YouTube-on nyilvánossá vált Litvánia budapesti és baki nagykövetének beszélgetése, amelyben a nagykövetek az ügyben kínos kijelentéseket tettek. Litvánia visszahívta nagyköveteit.
Ugyan nem az államközi, hanem a katolikus egyházon belüli örmény–magyar kapcsolatokhoz tartozik, hogy XIX. Nerszész Péter örmény katolikus pátriárka – eleget téve Erdő Péter bíboros meghívásának, melyet a budapesti örmény katolikus közösség kezdeményezett a magyar egyházi vezetőnél – 2015. május 21-én Magyarországra érkezett és pünkösd előestéjén, május 23-án örmény rítusú szentmisét mutatott be a budapesti Szent István-bazilikában, amelyen megemlékezett az örmény népirtás áldozatairól is. Személyében először látogatott örmény egyházfő Magyarországra.
2016-ban megalakult az Armenológiai Tanszék  a Pázmány Péter Katolikus Egyetem Történettudományi Intézetének részeként. 

### A diplomáciai kapcsolatok helyreállítása
2022. december 1-jén a lengyelországi Łódźban Szijjártó Péter külügyminiszter az Európai Biztonsági és Együttműködési Szervezet (EBESZ) miniszteri tanácsának ülésén vett részt, de emellett tárgyalt Ararat Mirzoján örmény külügyminiszterrel is, akivel megállapodtak abban, helyreállítják és teljes körűvé teszik a diplomáciai kapcsolatot. Előkészítő tárgyalások és kölcsönös gesztusok sora előzte meg a megállapodást (például a magyar kormány növelte a Magyarországon élő örmény nemzeti közösség támogatását). A tárgyalást követő időszakban megkezdődnek a szükséges diplomáciai és adminisztratív eljárások, és kölcsönösen kinevezik a nem rezidens nagyköveteket, akik felmérik és elősegítik az örmény–magyar kapcsolatok fejlesztésének lehetőségeit leginkább a kereskedelem, a kultúra, az oktatás és a turizmus területén.